# FCTC-Baureihe E-100
Die Baureihe E-100 der Ferrocarril Trasandino Chileno (FCTC) waren Meterspur-Elektrolokomotiven für den gemischten Adhäsions- und Zahnradbetrieb, die mit Gleichstrom mit einer Spannung von 3000 Volt arbeiteten.

## Geschichte
1910 wurde der chilenische Teil der Ferrocarril Trasandino fertiggestellt, der Los Andes in Chile mit Las Cuevas in Argentinien verband. Im August 1924 wurde die Elektrifizierung des Streckenabschnittes Río Blanco–Las Cuevas mit 3000 V Gleichstrom beschlossen. Mit dem elektrischen Betrieb sollte einerseits die Leistung der Bahn gesteigert werden, aber auch die Möglichkeit geschaffen werden, einen besseren Lawinenschutz zu bauen. Mit dem Dampfbetrieb konnten aufgrund der Erstickungsgefahr durch die Rauchgase der Lokomotiven keine langen Galerien oder künstliche Tunnel erstellt werden.
Der Bau der Elektrolokomotiven wurde an die Schweizerische Lokomotiv- und Maschinenfabrik (SLM) in Winterthur und an die Brown, Boveri & Cie. (BBC) in Baden vergeben. Die SLM baute 1925 die drei Lokomotiven E-101 bis E-103, welche die Fabriknummern 3069 bis 3071 erhielten.
Nach Erprobung der Lokomotiven in Chile gab die Regierung im Oktober 1927 den vorläufigen Betrieb mit elektrischen Zügen frei, dem im August 1928 die definitive Betriebsbewilligung folgte. Die drei Lokomotiven bewältigten fortan den gesamten Verkehr Río Blanco–Las Cuevas. Auf den Zahnstangenabschnitten konnten die Lokomotiven 150 t bis 200 t schwere Züge mit 16 km/h zu befördern, in den Adhäsionsabschnitten erreichten sie 40 km/h. Mit dem elektrischen Betrieb konnte bei den Reisezügen bei der Bergfahrt eine Fahrzeitverkürzung von 31 % gegenüber der Dampftraktion erreicht werden. Nach Erweiterung des elektrischen Betriebes erreichten die Lokomotiven Ende 1953 auch Los Andes. Auf dem Abschnitt Los Andes–Rio Blanco wurden meist mit einer auf 2700 V verminderter Fahrleitungsspannung gefahren, um die Motoren des Zahnradantriebes zu schonen.
Ab Ende der 1960er-Jahre verkehrten die E-100 wieder nur noch auf dem Abschnitt Río Blanco–Las Cuevas, während die restliche Strecke von Diesellokomotiven bedient wurde. Nachdem 1984 der Güterverkehr nach Argentinien eingestellt und die Fahrleitung 1986 auf dem Abschnitt Río Blanco–Las Cuevas abgebaut worden war, dienten die Lokomotiven noch einige Jahre der Unterstützung der Kupferkonzentrat-Zügen bei schlechten Traktionsbedingungen zwischen Rio Blanca und Los Andes, wurden aber nach und nach ausrangiert.

E-101 im Los Andes in September 1990

1992 wurde versucht, eine der drei Lokomotiven wieder in Betrieb zu nehmen. Die E-101 kam aufgrund eines deformierten Lokomotivkastens nicht in Frage, die E-103 aufgrund eines Defektes in der Isolation der Fahrmotoren ebenfalls nicht. Eine Reparatur der E-102 gelang aber auch nicht. Nachdem Ende 1997 entschieden worden war, die Fahrleitung auch auf dem verbleibenden Streckenabschnitt abzubauen, wurden die Lokomotiven abgestellt und 2005 zum historischen Denkmal erklärt.

## Technik
Die E-100 waren als Doppellokomotiven gebaut mit tragendem Bodenrahmen und nicht-tragendem Lokkasten. Jede Hälfte hatte drei Treibachsen, die über Kuppelstangen und Blindwelle von zwei eigenventilierte Fahrmotoren angetrieben wurden. Ein dritter ebenfalls eigenventilierter Fahrmotor trieb die beiden Zahnräder einer Lokhälfte an. Die beiden Fahrmotoren des Adhäsionsantriebes waren dauernd in Reihe geschaltet.
Zum Anfahren waren die beiden Fahrmotorgruppen des Adhäsionsantriebs in Reihe, in den oberen Fahrstufen parallel geschaltet. Die Regelung der Fahrmotorspannung erfolgte über Vorwiderstände. Im Zahnradbetrieb waren beim Anfahren alle Fahrmotoren in Reihe geschaltet, in den oberen Fahrstufen bildeten alle in Reihe geschalteten Fahrmotoren des Adhäsionsantriebs eine Gruppe und die beiden Fahrmotoren der Zahnradantriebe eine Gruppe, die zu der Gruppe mit dem Adhäsionsantrieb parallel geschaltet wurde. Somit wurden im Zahnradbetrieb die Fahrmotoren des Adhäsionsbetriebs nur mit der halben Nennspannung des Motors betrieben und hatten dadurch auch nur die halbe Drehzahl des Zahnradantriebes.
Die Lokomotive war mit einer elektrischen Bremse ausgerüstet. Dazu wurden jeweils die Fahrmotoren fremderregt und arbeiteten auf den Anfahrwiderstand. Im Zahnradbetrieb wirkte die elektrische Bremse nur auf den Zahnradantrieb, nicht auf den Adhäsionsantrieb.